# Ставеле, Филип ван
Филип ван Ставеле (нидерл. Filips van Stavele; 29 июня 1511 — 26 декабря 1563), барон де Шомон и ван Хавескерке, сеньор де Глажон — военный и государственный деятель Габсбургских Нидерландов.
Сын Йоста ван Ставеле (1478—1521), сеньора Глажона и Шомона, и Жаны де Линь (ум. 1543).
О юности этого человека ничего не известно. Обычно он именовался сиром де Глажоном (sire de Glajon). Впервые появился в 1537 году в армии, которую Мария Венгерская поручила графу ван Бюрену вести в Артуа для обороны от французов. В результате этого похода 15 июня был взят Сен-Поль.
В 1539 году участвовал в операциях против восставших гентцев и снабжал продовольствием замок Гавере. В 1542 году получил командование ордонансовым отрядом из 50 всадников и участвовал в кампании против Мартена ван Россума. В следующем году был поставлен надзирать за сооружением цитадели Камбре. В 1544 году командовал гарнизоном в своем замке Глажон, едва восстановленном после сожжения французами в предыдущем году. С ним было тридцать пехотинцев из 1700 человек, набранных в Эно для обороны границ от войск Франциска I.
16 мая 1550 был назначен великим магистром артиллерии Нидерландов. В этом качестве участвовал в 1553 году в осаде Теруана войсками Карла V, и был ранен в плечо. Затем участвовал в заключительном этапе войны с французами в 1557—1558 годах.
Приняв власть в Нидерландах, инфант Филипп, несомненно, по рекомендации отца, назначил Ставеле в состав Государственного совета, сформированного при новом наместнике Эммануэле Филиберте Савойском (17.11.1555). 
В январе 1556 на капитуле в Антверпене принят в рыцари ордена Золотого руна.
Перед отбытием в Испанию Филипп II еще раз подтвердил свое расположение к ван Ставеле, пожаловав 22 августа 1559 в качестве «милости» 15 тыс. экю и сохранив за ним должность члена Госсовета при новой правительнице Маргарите Пармской.
Глажон, по-видимому, пользовался доверием кардинала Гранвеля, предложившего его в 1558 году на пост губернатора Артуа. В 1560 году король приказал Маргарите направить Ставеле с деликатной миссией к Елизавете Английской, чтобы убедить ее заключить мир с Францией и перестать поддерживать гугенотов. Глажон отправился в путь 27 марта и вернулся в конце июня или начале июля.
Кажется, его миссия закончилась удовлетворительно. Во всяком случае, его усилия, объединенные с действиями испанского посла в Лондоне епископа де ла Куадры, не были лишними для соглашения, заключенного 6 июля 1560 между королевой Англии и королем Франции.
Вскоре после возвращения сир де Глажон примкнул к оппозиции нидерландского дворянства политике Филиппа II. Он вступил в конфликт с Гранвелем, причины которого, по мнению Анри Пиренна, могли быть как личными, так и политическими.
Ставеле имел большое влияние на Вильгельма Оранского и графа Эгмонта, и Маргарита Пармская считала, что он настраивает этих вельмож против кардинала. Тем не менее, будучи более храбрым на словах, чем на деле, Глажон отказался подписать письмо с обвинениями против Гранвеля, составленное его товарищами.
Он воспользовался общественным недовольством, чтобы весной 1563 перестать участвовать в заседаниях Госсовета, в котором и до этого редко появлялся. К этому времени его финансы пришли в расстройство. Оказавшись в долгах, он пытался найти деньги, используя свою должность начальника артиллерийского ведомства. Правительница обвинила его в попытках уклониться, вопреки кутюмам, от контроля со стороны Финансового совета. Она его упрекнула также в нежелании, вопреки давлению Казначейства, согласиться с ликвидацией значительного числа бесполезных должностей, оплачивавшихся из артиллерийского бюджета.
Возможно, финансовые затруднения и растущая политическая напряженность в Брюсселе подтолкнули Глажона в сентябре 1563 просить у Маргариты позволения удалиться во владения, которые у него были во Франции. Ставеле покинул службу на невыгодных условиях, жалуясь, что его расходы не были оплачены, и что за все время он только раз удостоился монаршей милости в денежной форме. Маргарита, должно быть, рассталась с ним без особых сожалений.
26 декабря 1563 он умер, возможно, в Эстере в Артуа, где был погребен. Его вдова требовала выплаты денег, положенных ее мужу в качестве государственного советника, и в 1575 году получила 6 тыс. ливров.
В целом, по мнению Пиренна, это был весьма посредственный деятель, не воспользовавшийся своим положением для того, чтобы попытаться сыграть важную политическую роль, и его ничтожество особенно заметно при сравнении с такими коллегами по Госсовету, как Оранский и Эгмонт.

## Семья
Жена (10.02.1556): Анна ван Паллант (ум. 1617), графиня де Эрли, дама де Понт-Эстер, дочь Эрхарта ван Палланта, герра фон Кинцвейлер, и Антуанетты де Лален, внучка Шарля I де Лалена, сестра Флориса I ван Палланта.
Дети:
- Флорис ван Ставеле (1.03.1557—1603), сеньор де Глажон. Жена (21.02.1583): Мадлен д'Эгмонт, дочь графа Ламораля Эгмонта и Сабины фон Пфальц-Зиммерн
- Филип ван Ставеле (1562—1581)